# Тарасов, Пётр Михайлович (врач)

Мемориальная доска на фасаде ГКБ № 1

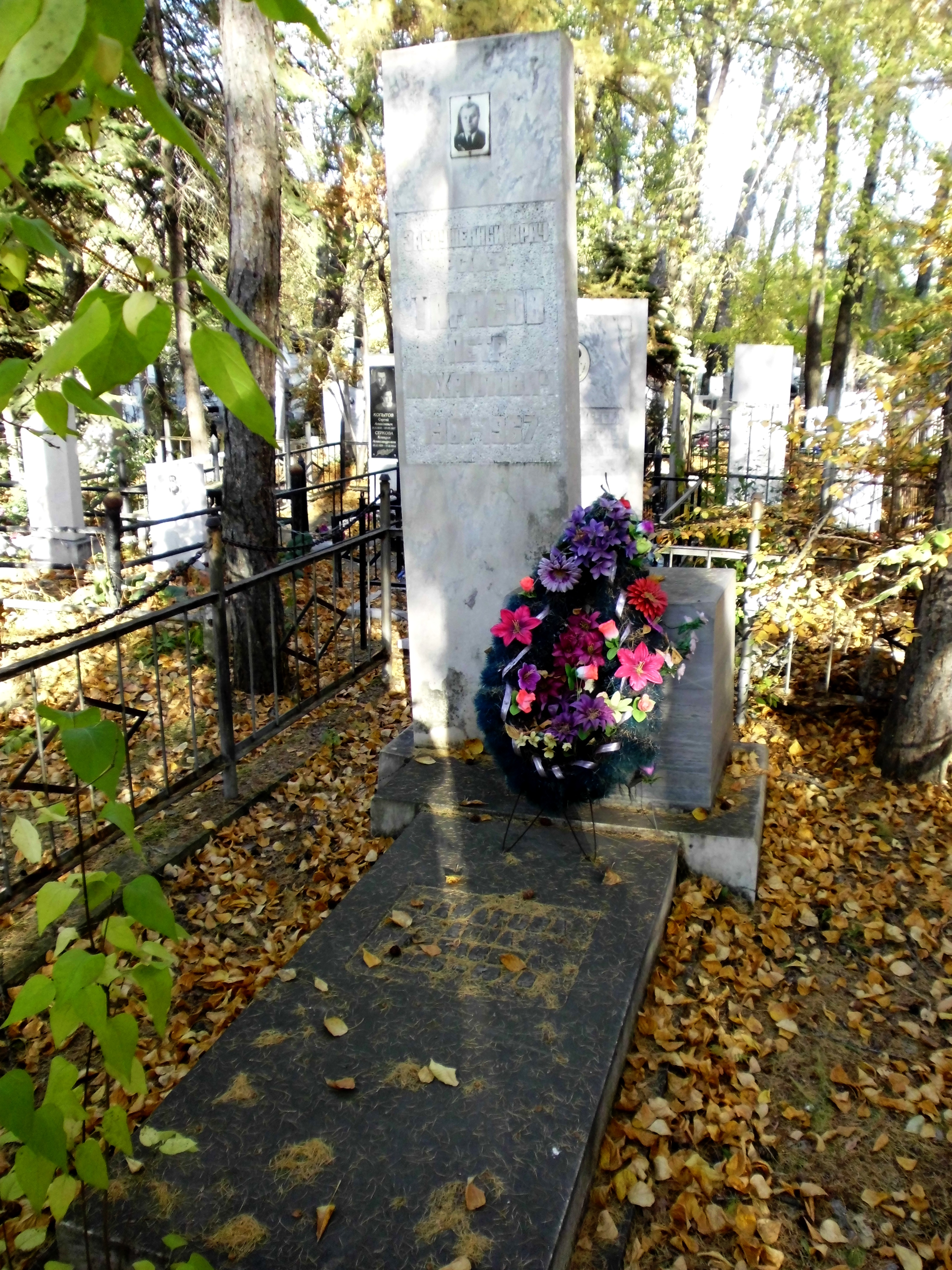
Могила Тарасова и его жены

Пётр Миха́йлович Тара́сов (21 октября [3 ноября] 1901, Екатериненштадт, Самарская губерния — 8 августа 1967, Челябинск) — советский учёный, врач-хирург, заслуженный врач РСФСР (1947), майор медицинской службы.

## Биография
Пётр Тарасов родился 21 октября (3 ноября) 1901 года в семье рабочего мельницы в селе Екатериненштадт Екатериненштадтской волости Николаевского уезда Самарской губернии, ныне город Маркс — административный центр Марксовского района Саратовской области.
Отец рано умер, и Пётр с 14 лет совмещал работу с учёбой.
23 августа 1918 года вступил в ряды Рабоче-крестьянской Красной Армии, участвовал в Гражданской войне, служил в 1-й Саратовской дивизии, затем в штабе Михаила Васильевича Фрунзе.
В 1921 поступил на рабфак, в 1922 — на медицинский факультет Саратовского государственного университета имени Н. Г. Чернышевского. В 1927 году стал врачом сельской районной больницы. После окончания клинической ординатуры у академика АМН СССР Сергея Романовича Миротворцева — ассистент кафедры.
В 1933 году приказом Наркомздрава временно направлен заведующим хирургическим отделением Челябинской городской клинической больницы (ГКБ) № 1. В 1934 (по другим данным, в 1935) году Пётр Михайлович организовал областную станцию переливания крови. С января по май 1940 г. руководил эвакогоспиталем № 1722 (первого формирования).
В годы Великой Отечественной войны возглавлял эвакогоспиталь № 1722, военврач 2-го ранга, с 1943 года — майор медицинской службы, одновременно ведущий хирург всех эвакогоспиталей Челябинской области. В условиях нехватки ваты для перевязок раненых, предложил и успешно осуществил замену ваты простерилизованным мхом, который заготавливали на озере Червяном в Каслинском районе (по другим данным озеро в Катайском районе (6 февраля 1943 года район передан из Челябинской в Курганскую область)). В 1944 году по материалам госпиталя защитил кандидатскую диссертацию, посвящённую лечению огнестрельных переломов бедра. В 1945 году ему присвоено звание доцента.
С 1946 года работал в ГКБ № 1, являясь доцентом кафедры общей хирургии, с 1956 года заведовал этой кафедрой. В 1949-59 годах — главный хирург Челябинска.
В 1959—1966 годах — ректор Челябинского медицинского института, где при нём был построен учебный корпус, здание студенческого общежития, межкафедральная научная лаборатория.
Депутат (от Челябинской области) Совета Союза Верховного Совета СССР 3-го созыва (1950—1954). Неоднократно избирался депутатом областного и городского Советов.
Пётр Михайлович Тарасов умер 8 августа (по другим данным, 11 августа) 1967 года, похоронен в 1 квартале Успенского кладбища, ныне в  Курчатовском районе города Челябинска Челябинской области, памятник на его могиле — памятник истории и культуры СССР.

## Семья
Жена Тарасова Анна Павловна умерла вскоре после него. Детей не было.

## Научная деятельность
Автор около 50 научных работ.
В течение многих лет — зампредседателя Челябинского научного общества хирургов.

## Награды
- Орден Ленина, 1961 год
- Орден Красной Звезды, 1943 год
- Орден «Знак Почёта», 1951 год
- Заслуженный врач РСФСР, 1947 год
- Почётная грамота Президиума Верховного совета РСФСР[3].

## Память
- Имя П. М. Тарасова носят:
  - кафедра общей хирургии челябинской медакадемии;
  - одна из улиц Челябинска, недалеко от медакадемии, ректором которой он был 7 лет.
- На первом корпусе ГКБ № 1 (ул. Воровского, 16, корп.1) в его честь установлена мемориальная доска[12] — 55°09′13″ с. ш. 61°23′27″ в. д.HGЯO